# اليساندرو مورجيا
اليساندرو مورجيا (بالإيطالية: Alessandro Murgia)‏ (9 أغسطس 1996 بروما في إيطاليا - ) هو لاعب كرة قدم إيطالي في مركز الوسط. لعب مع نادي لاتسيو.

## وصلات خارجية
- اليساندرو مورجيا على موقع الاتحاد الأوربي (الإنجليزية)
- اليساندرو مورجيا على موقع قاعدة بيانات كرة القدم.إي يو (الإنجليزية)
- اليساندرو مورجيا على موقع Soccerway.com (الإنجليزية)
- اليساندرو مورجيا على موقع AS.com (الإسبانية)